# Shelly-Ann Fraser-Pryce
Shelly-Ann Fraser-Pryce, född 27 december 1986 i Kingston, Jamaica, är en jamaicansk sprinter. 

## Karriär
Shelly-Ann Fraser-Pryce studerade vid flickskolan Wolmer's High School For Girls. Vid OS i Peking 2008 vann hon guld på damernas 100 meter löpning med tiden 10,78.
Vid VM 2009 i Berlin var hon, tillsammans med landsmannen Kerron Stewart, en av storfavoriterna till guldet. I finalen vann hon på tiden 10,73 vilket inte bara var nytt personligt rekord utan placerade henne då på tredje plats genom alla tider efter Florence Griffith Joyner och Marion Jones. Vid samma mästerskap ingick hon i Jamaicas stafettlag på 4 x 100 meter som vann guld. 
År 2010 blev hon avstängd i 6 månader efter att ha åkt fast för dopning. Fraser-Pryce testade positivt för substansen oxikodon, som är dopingklassad men inte anses prestationsförbättrande eller anses kunna dölja förekomsten av andra dopingklassade preparat. Fraser-Pryce ska enligt uppgift ha fått i sig substansen genom smärtstillande medicin hon tagit efter ett tandvårdsingrepp.
År 2015 var hon i Sverige och sprang 100 meter på Stockholms stadion och vann på tiden på 10.93. 
Vid VM i Doha 2019 tog Fraser-Pryce sitt fjärde VM-guld på 100 meter, efter att 2017 ha blivit förälder.
Vid OS i Tokyo 2021 tog Fraser-Pryce silver på 100 meter med tiden 10.74. Fraser-Pryce var förhandsfavorit inför spelen då hon tidigare under säsongen blivit den näst snabbaste kvinnan i världshistorien på 100 meter genom att notera tiden 10,63 vid en tävling i Kingston, Jamaica. I finalen i Tokyo var Fraser-Pryce och segraren Thompson-Herah likvärdiga i ungefär halva loppet, men Thompson-Herah hade en starkare andra halva och vann klart på tiden 10,61, vilket innebar både olympiskt rekord och att Thompson-Herah detroniserade Fraser-Pryce som den näst snabbaste kvinnan någonsin, samt den snabbaste nu levande kvinnan. Efter målgång var Fraser-Pryce tydligt besviken och i tv-intervjuer efteråt uttryckte hon att hon inte var nöjd med loppet och att hon varit ute efter segern. Fraser-Pryce förklarade bland annat att hon snubblade till (”stumble”) i inledningen av loppet och aldrig återhämtade sig från detta. Det blev trippelt jamaicanskt på prispallen då Shericka Jackson tog brons.
Fraser-Pryce slutade senare under spelen i Tokyo fyra i finalen på 200 meter samt var del i Jamaicas guldlag i stafetten över 4x100 meter, där laget med knapp marginal missade att slå USA:s världsrekord från OS i London 2012.
I juli 2022 vid VM i Eugene tog Fraser-Pryce sitt femte guld på 100 meter och satte ett nytt mästerskapsrekord då hon sprang i mål på 10,67 sekunder. I samma mästerskap tog Fraser-Pryce silver på 200 meter.